# James Orbinski
James Jude Orbinski (Inglaterra, 1960) é um médico, escritor e ativista humanitário canadense. Ele é Professor Associado de Medicina da Universidade de Toronto. Era presidente do Conselho Internacional da organização Médicos sem Fronteiras, quando esta recebeu o Prêmio Nobel da Paz, em 1999.